# Gottfried Mairwöger
Gottfried Mairwöger (* 4. Februar 1951 in Tragwein; † 19. Oktober 2003 in Wien) war ein wichtiger Vertreter der Abstrakten Malerei in Österreich.

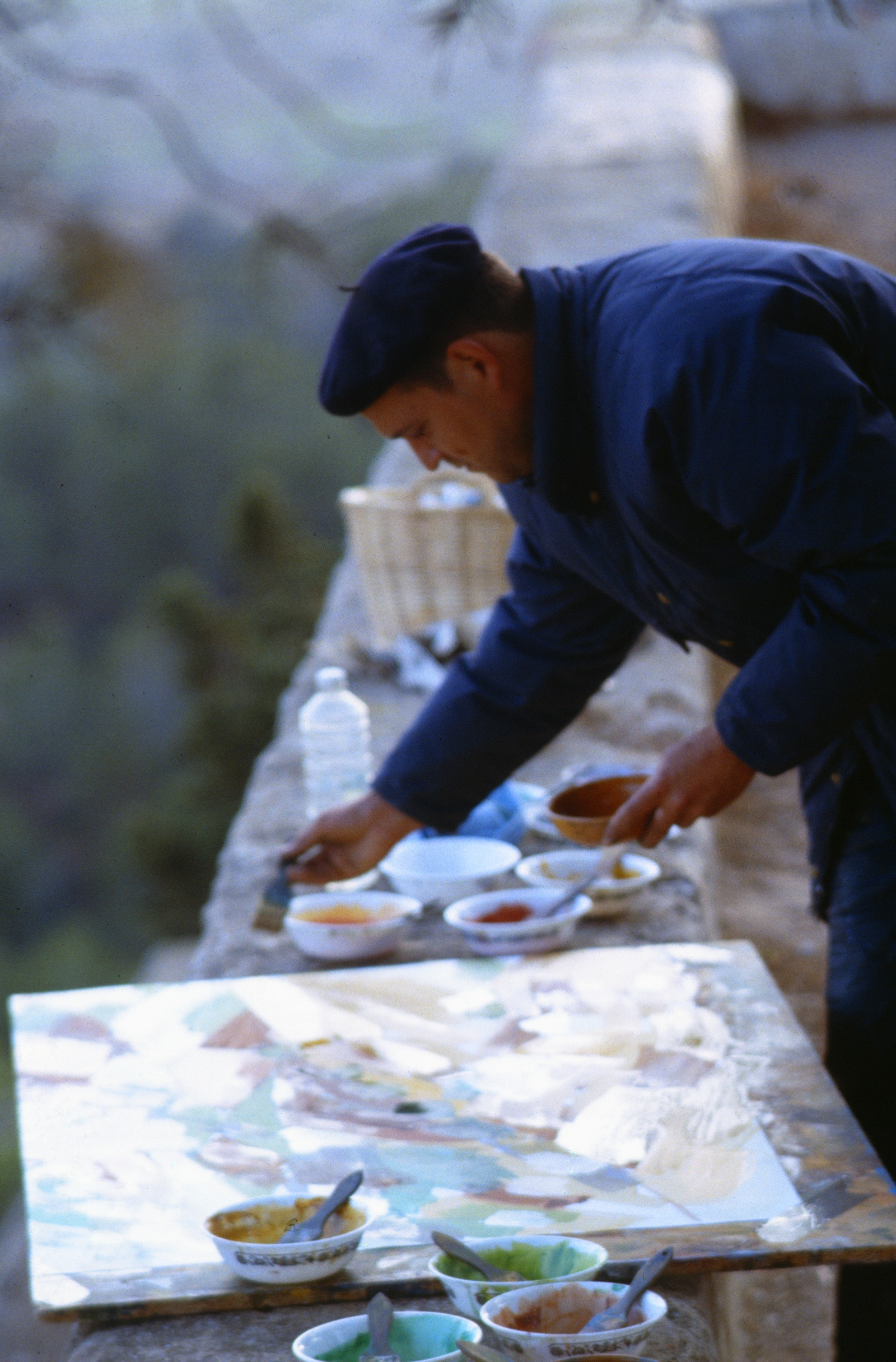
Der Künstler Gottfried Mairwöger

## Biografie
Gottfried Mairwöger wurde am 4. Februar 1951 in Tragwein / Oberösterreich geboren. Er besuchte das musisch-pädagogische Realgymnasium in Linz, machte 1970 Abitur und wurde nach Absolvierung des Wehrdiensts 1971 in die Meisterklasse Josef Mikl an der Akademie der bildenden Künste in Wien aufgenommen. Mairwöger setzte seine Studien 1973 bei Wolfgang Hollegha fort. 1974 entstanden erste großformatige Ölbilder auf Leinwand und Arbeiten in Öl auf Papier. 1976 brachte die Begegnung mit dem amerikanischen Kunstkritiker Clement Greenberg in der Hamburger Galerie Wentzel die entscheidende Wendung für die weitere künstlerische Arbeit. Auch die ausgedehnten Studienreisen durch Europa, Asien und die USA lieferten wertvolle Impulse für sein Schaffen. Gottfried Mairwöger ist am 19. Oktober 2003 in Wien an Lungenkrebs gestorben.

## Werk
Der Hollegha-Schüler setzt Ende der 1970er Jahre, beeinflusst von bedeutenden Vertretern des Abstrakten Expressionismus der zweiten Generation sowie des Colorfield Painting (vor allem Morris Louis und Helen Frankenthaler) die Tradition der österreichischen Nachkriegs-Abstraktion in eigenständiger Weise fort. 
In den 80er Jahren verwendet Mairwöger häufig stark verdünnte Ölfarben und arbeitet ähnlich der von Helen Frankenthaler entwickelten „Soak-Stain-Technik“ auf ungrundierter Leinwand. Gegen Ende der 80er Jahre werden die opulenten Farbfelder und Farbströme zunächst von einer pastösen Malweise mit zum Teil strengen, gestischen  Kompositionselementen abgelöst. 
Ende der 90er Jahre greift Mairwöger die wesentlichen Gestaltungselemente seiner ersten Schaffensperiode erneut auf und erweitert diese radikal. Zahlreiche lasierende und deckende Farbschichten werden partiell überlappend teils in ruhigem Fluss, teils mit dynamischen Gesten auf der Leinwand aufgetragen. Die getrockneten Farbsedimente, Schleier und Spuren eröffnen dem Betrachter einen palimpsestartig entstandenen Farbraum. (Gerald Trimmel)

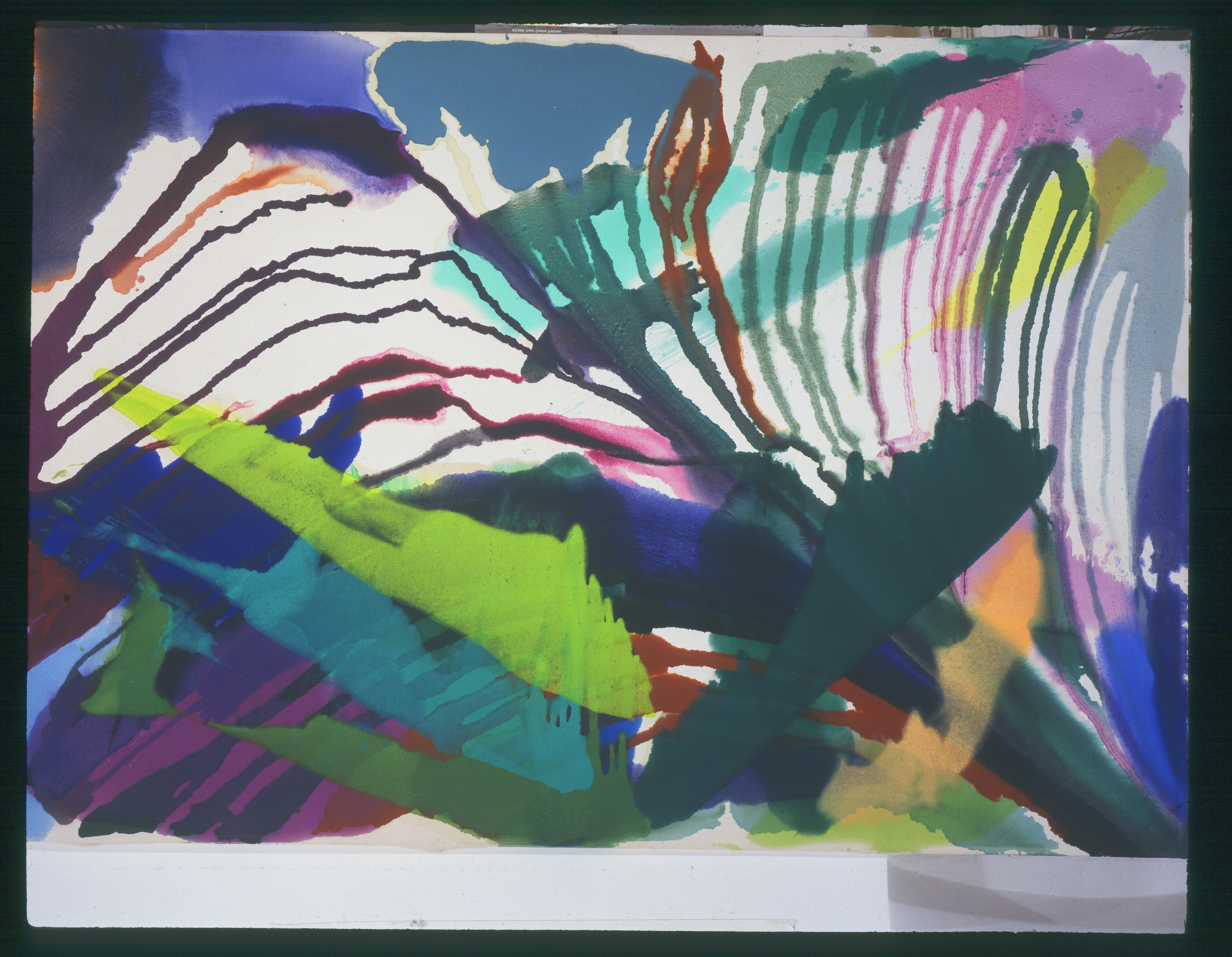
Gottfried Mairwöger, Ohne Titel, Öl auf Leinen

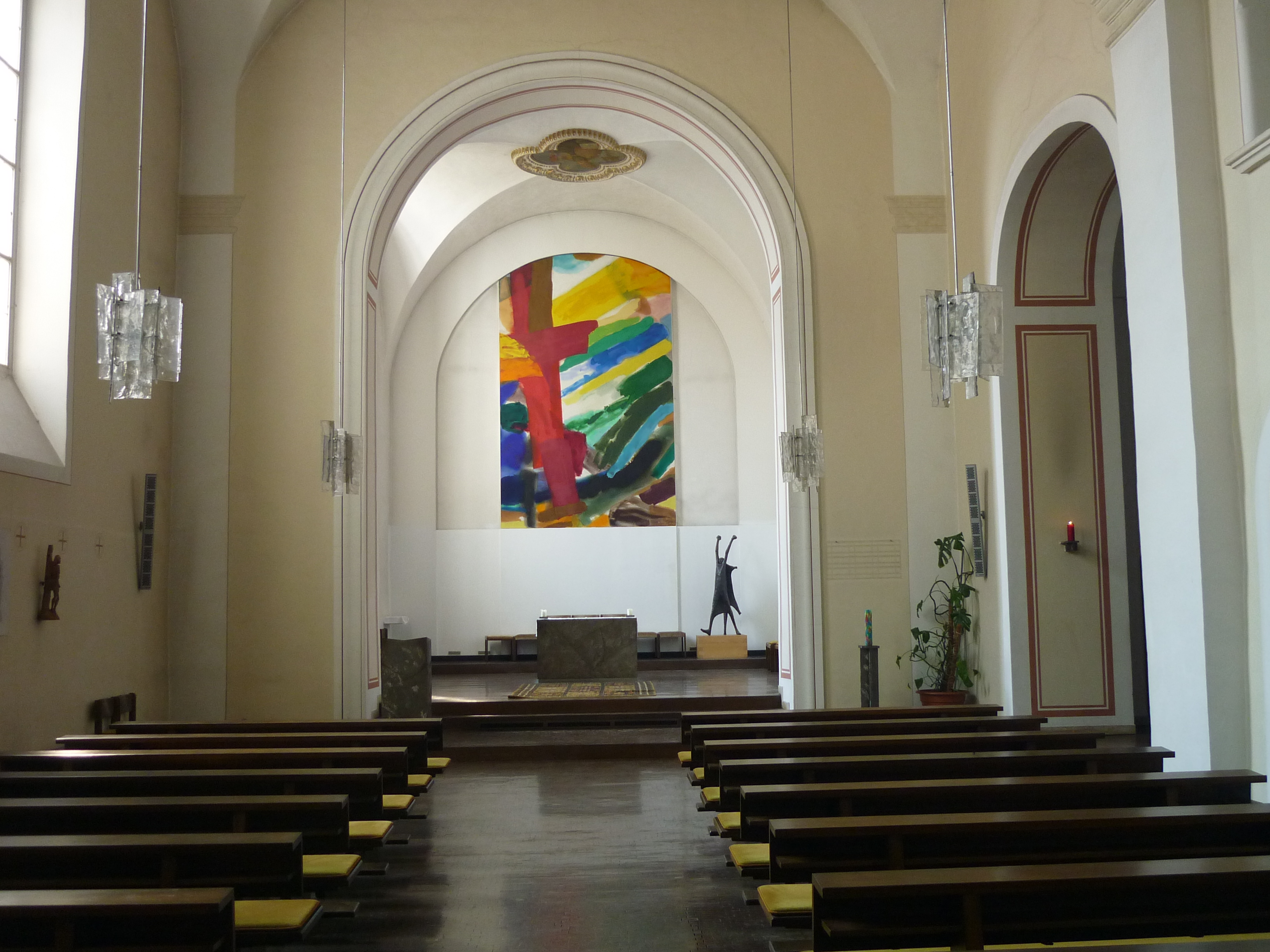
Altarbild in der Stiegenkirche Graz

| - 1975, 1976, 1977, 1980, 1982, 1985, 1986 Galerie Ulysses, Wien - 1977 Galerie Wentzel, Hamburg - 1977 Galerie de France, Paris - 1978 Galerie in der Staatsoper, Wien - 1979 Galerie Grüner, Linz - 1982, 1985, 1987 Eva Cohon Gallery, Chicago - 1984 Galerie Annasäule, Innsbruck - 1987 Galerie Akademia, Salzburg - 1988 Galerie Figl, Linz - 1990/1992 Galerie Christine Brügger, Bern - 1992 Schloss Hollenburg, Niederösterreich - 1994/97 Galerie Thiele, Linz - 2000 Galerie Hofstätter, Wien - 2002 Galerie Maendl-Lawrence, München - 2008 „Gottfried Mairwöger. 1951-2003“, Galerie Wolfgang Exner, Wien - 2009 „Colorfields“, Galerie Manner, Perg/OÖ - 2011 „Arbeiten auf Leinwand und Papier“, Galerie Wolfgang Exner, Wien - 2011 „Noch nie gezeigte Arbeiten“, Galerie Thiele, Linz - 2013 „Farbpoesie“, die KUNSTSAMMLUNG des Landes Oberösterreich im OÖ Kulturquartier, Linz - 2013 „Nature Forever“, Schloss Hollenburg bei Krems - 2015 "Gottfried Mairwöger - The Core Collection", Schloss Bernau, Fischlham bei Wels - 2016/2017 "Bilder aus Mauritius", Galerie Amart, Wien - 2019 "Gottfried Mairwöger - Frühe Werke 1971 - 1982", Galerie Amart, Wien - Museum of Fine Arts, Boston - Albertina, Wien - Kunsthalle Düsseldorf, Deutschland - Kunsthalle Kiel - Musée d’Art Moderne, Dunkerque, Frankreich - Lentos Kunstmuseum Linz - Stadt Linz (Altes Rathaus) - Stiegenkirche (Altarbild), Graz, Steiermark |

## Auszeichnungen
- 1972 Förderungspreis des Landes Oberösterreich
- 1982 Monsignore Otto-Mauer-Preis